# کاواساکی-جوکو

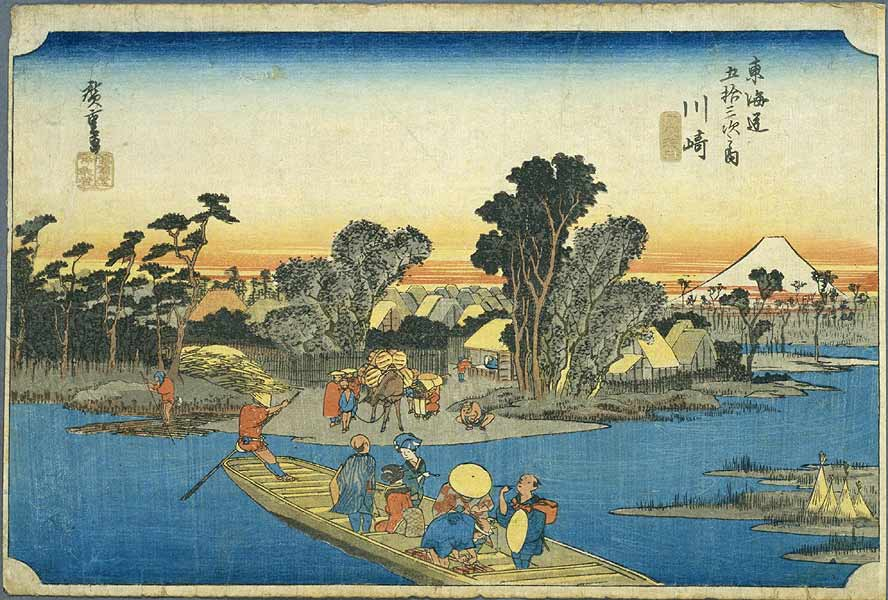
ایستگاه در دهه ۱۸۳۰ میلادی

کاواساکی-جوکو (به ژاپنی: 川崎宿, Kawasaki-shuku) دومین ایستگاه از پنجاه‌وسه ایستگاه توکایدو بود. این ایستگاه در کاواساکی-کو، کاواساکی در شهر امروزی کاواساکی، کاناگاوا در استان کاناگاوا، ژاپن قرار داشت